# Alain de Chambure
Pour les articles homonymes, voir Chambure.
Alain de Chambure, né le 12 février 1933 à Paris où il est mort le 3 avril 2010, est un ingénieur et musicien français.

## Biographie
Alain Pelletier de Chambure était le troisième fils de Jean Pelletier de Chambure et d’Yvonne Chapuis.
Il a étudié les mathématiques (il fut élève de mathématiques supérieures à Janson de Sailly) et la musique au Conservatoire national de musique de Paris en classe d’harmonie où il reçut le premier prix (après avoir appris le piano avec Marie-Louise Gigout-Boëllmann, il était passé à la clarinette). 
En mai 1954, fiancé avec Denise Fasquelle, il est appelé et sert dans le contingent en Algérie (à la musique du train des Équipages puis aux Chasseurs alpins.) Il choisit de rester simple soldat de deuxième classe et fut démobilisé en mai 1956. Il s’est marié le 30 juin 1956, à Soye. 
En 1956, après un passage à la télévision pour l’Orstom, il entre au Studio d’Essais de l’ORTF, chez Pierre Schaeffer. Il s'intéresse à la musique concrète, celle de Pierre Henry, fonde le Myam avec Abraham Moles et Iannis Xenakis. Il fonde avec Jean Baronnet le Morphophone.
André François le nomme secrétaire général d’une organisation de la télévision éducative. Il devient chef de cabinet d’André François, puis entre à la direction de la Télévision en tant que chargé de mission, puis producteur : il produit notamment la série d'animation Les Shadoks. 
En 1970, il  choisit de quitter l’ORTF pour rejoindre le secteur privé : l'European Enterprises Development Company (EED), première structure de « capital risque » de Jean Guéroult, Arnaud de Vitry et Joël de Rosnay. Il apporte sa connaissance de la technologie et de l’audiovisuel à des projets éditoriaux et scientifiques, dont plusieurs ont débouché sur des entreprises viables – ainsi la dessalinisation par osmose inverse. 
Il participe à l’édition de l’Atlas historique français (Monumenta Historiae Galliarum) de François Michel.
Rejoignant la Gaumont, il a dirigé la branche des productions télévisuelles, feuilletons et documentaires : les Dossiers Noirs de Jean-Michel Charlier qu’il avait produit sont encore rediffusés, ainsi que les Portraits de musiciens de Jean Baronnet, etc.
Puis il travaille pour la Sofrecom, notamment à Riyad, à la création de la télévision pédagogique en Arabie saoudite ; et à titre privé à la production d’une des premières versions télévisées du Coran avec le graphiste Rhani Alani.
Dans sa maison de Soye, il a reconstruit un grand orgue[réf. souhaitée], celui de sa tante Geneviève Pelletier de Chambure, née Thibaut, collectionneuse, mécène et créatrice de la Société de musique d'autrefois, dont il fut administrateur. 
En 1979 il est nommé directeur des programmes de France Musique. « Les idées lui germent sous les doigts, sous la langue, sous le sourire : un lutin inspiré et ingénieux, qui semble ne s’arrêter jamais ».
En 1981, il doit devenir producteur indépendant pour Radio France. Il entre, sur concours, dans le métier de musicien metteur en onde. Assurant la qualité de grands enregistrements et de grandes diffusions, notamment aux festivals d’Aix, de Montpellier, d’Orange, il s’est aussi consacré à la résurrection d’œuvres : intégrale des sonates pour clavecin de Domenico Scarlatti chez Erato par le claveciniste Scott Ross (il en rédige le catalogue analytique), puis de 1989 à 1994 assure la préparation d'un Concours international de chant choral organisé pour le quatrième centenaire de Giovanni Pierluigi da Palestrina, avec un concert à Saint-Pierre de Rome, réunissant les huit ensembles lauréats venus de toute l’Europe. Il a également présidé l'ensemble de musique vocale Accentus.
Il a pris sa retraite en 1995. Les compositeurs Jacques Boisgallais et Philippe Fénelon lui ont dédié des œuvres.

## Publications
- Alain de Chambure, « Domenico Scarlatti : Intégrale des sonates — Scott Ross », p. 188, Erato (2564-62092-2), 1985 (OCLC 891183737) .
- Catalogue analytique de l'œuvre pour clavier de Domenico Scarlatti : guide de l'intégrale enregistrée par Scott Ross, Costallat, 1988 (OCLC 40872300).

## Sources
- Notice biographique diffusée lors des obsèques par la famille.
- Décès d'Alain de Chambure dans le quotidien L'Est républicain (éd. Franche-Comté) le 10 avril 2010.